# Mtarfa
Mtarfa Málta egyik legkisebb területű helyi tanácsa Mdina közelében, lakossága 2396 fő. Neve először egy szicíliai feljegyzésben jelenik meg, mint La Mitarfa, pecia terrae. Jelentése (valaminek) a szélén. Olasz neve Marfa, nem összekeverendő a Mellieħa tanácsának területén lévő Marfával.

## Története

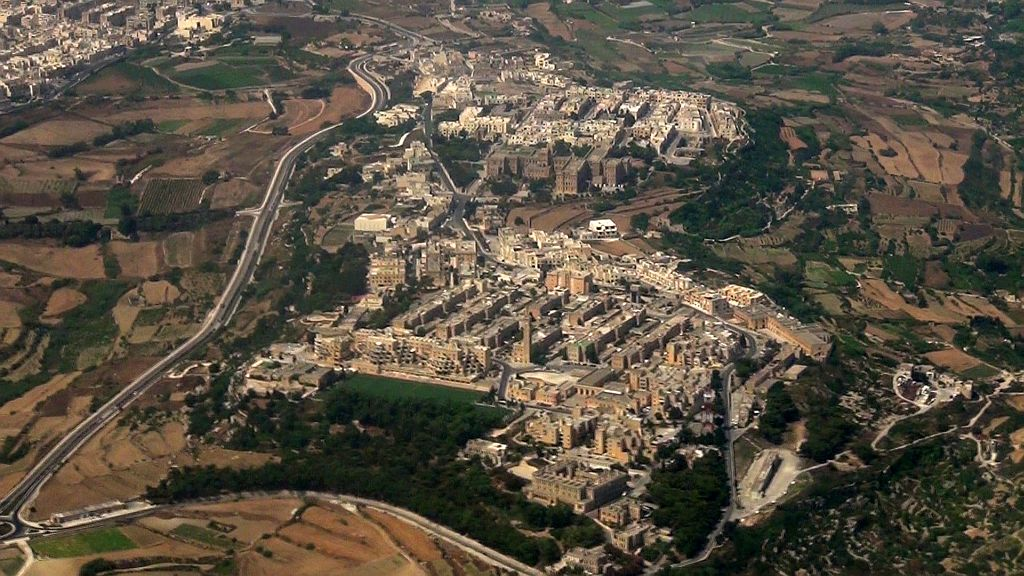
Mtarfa a levegőből

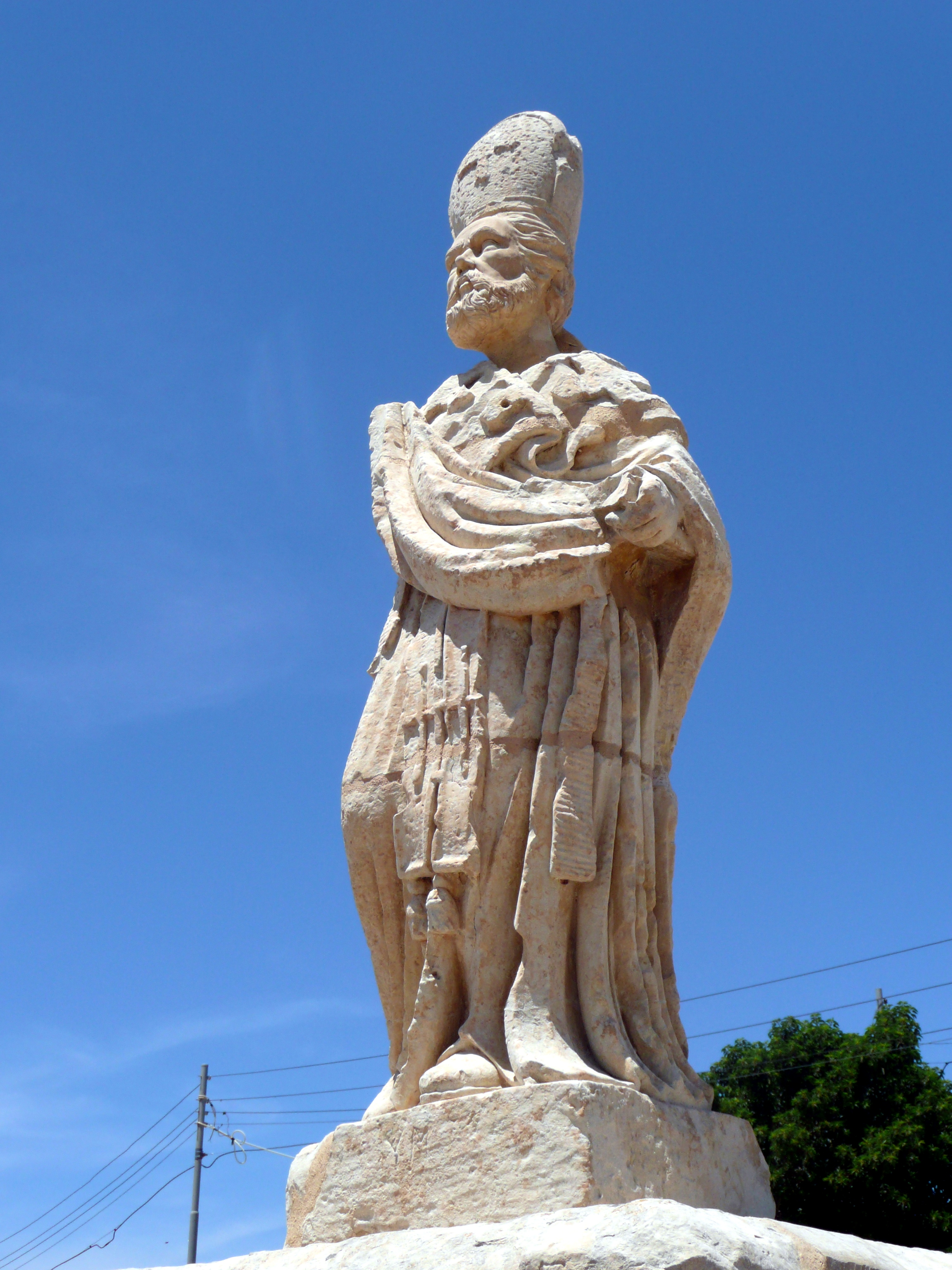
A Szent Miklós-szobor

Bár római feliratok templomok jelenlétére utalnak, valamint J.D. Evans könyvében harang alakú silók felfedezéséről számolt be, a község csak a 19. században jött létre. A középkorban helyét Mdina kertjei foglalták el (Szent Miklós-kertek), közepén 1500 óta állt a Szent Lúcia-kápolna, amelytől 1761-ben a visszaélések miatt megvonták az egyházi jogot, hogy az üldözötteknek menedéket nyújthasson. A település lábainál vízimalmok működtek. Gyakran cserélt gazdát, kevés lakója földműves vagy állattartó volt, áruikat Rabat piacán értékesítették.
1890-ben a britek a Victoria Lines védműrendszer kiszolgálására katonai barakkokat építettek a területen. 1900-ban a meghosszabbított máltai vasút végállomása lett. Az első világháború idején fontos katonai kórház működött a táborban, ma ez az általános iskola épülete. Szintén a britek építették a St. Oswald-kápolnát és a jellegzetes órát. Ők építették a víztornyot és az esővíz-gyűjtőt, amely ma is használatban van. 1987-ben a katonai épületeket polgári célra alakították át, azóta a tanács új klinika építésébe kezdett.
A terület mindig is Rabathoz tartozott, mígnem a helyi tanácsokról szóló törvény módosítása után 2000-ben, utolsóként a jelenlegi helyi tanácsok közül, önálló lett.

## Önkormányzata
Mtarfát öttagú helyi tanács irányítja. 2008-ban, miután a harmadik tanács fél éven keresztül nem teljesítette a törvényben előírt kötelezettségeit (mint pl. a havi egyszeri ülést), Lawrence Gonzi miniszterelnök javasolta a tanács feloszlatását. Mtarfa volt a harmadik tanács, amelyet a köztársasági elnök feloszlatott. A jelenlegi, hatodik tanács 2013 márciusában lépett hivatalba, 3 munkáspárti és 2 nemzeti párti képviselőből áll.
Polgármesterei:
- Josephine Abela (2000-2008)
- Anton Mifsud (Nemzeti Párt, 2008-2013)
- leendő munkáspárti polgármester (2013-)

## Nevezetességei

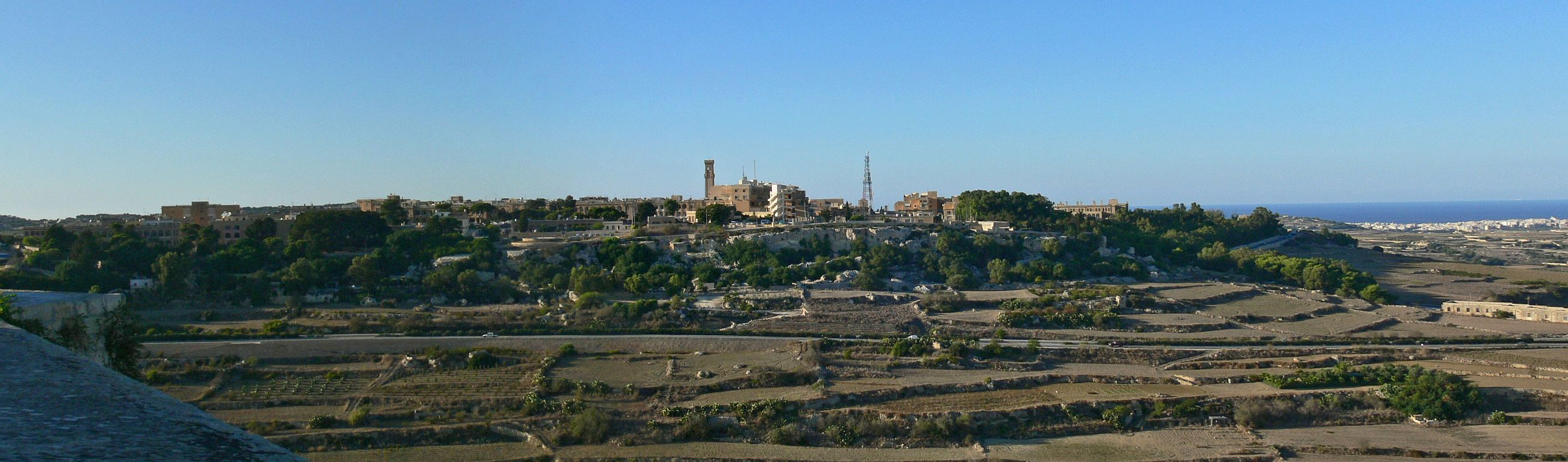
Mtarfa panorámája Mdina falairól

- Szent Lúcia-kápolna
- Óratorony
- Szent Miklós-szobor
- Víztorony

## Sport
Labdarúgó-klubja a Mtarfa Football Club: 2006-ban alapították, 2007 óta a harmadosztály tagja.

## Közlekedés
Autóval könnyen elérhető a szigetet átszelő gyorsforgalmi útról. Autóbuszjáratai (2011. július 3 után):
- 51 (Valletta-Mtarfa)